# Ковтьоба
Ковтьоба — річка в Україні, ліва притока Дніпра. Текла територією Глобинського району Полтавської області. Брала початок у Градизьку у місці злиття двох річок: Гирмана й Микілки.
1959 року з утворенням Кременчуцького водосховища була затоплена його водами.